# 滨海港镇
滨海港镇，是中华人民共和国江苏省盐城市滨海县下辖的一个乡镇级行政单位。

## 行政区划
滨海港镇下辖以下地区：
合心社区、振东村、干河村、滨东村、滨兴村、新东村、头庄村、龙潭港村、侉二村、板桥村、陈港村、木楼村、老堆村、洋口村和扁担港村。